# 苏哈斯·戈皮纳思

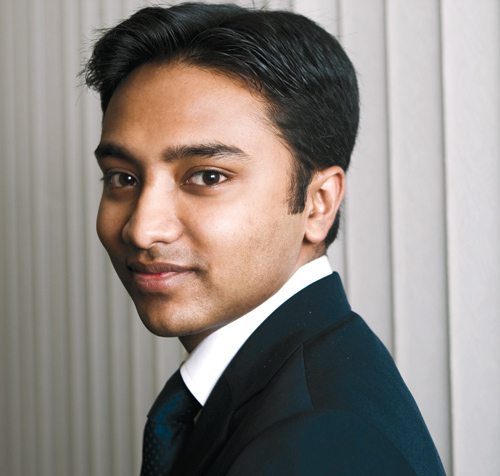
苏哈斯·戈皮纳思

苏哈斯·戈皮纳思（Suhas Gopinath，1986年—），印度人，14岁时建立了Globals Inc，一家印度的离岸外包公司。目前其公司员工已达400人。被很多媒体誉为全球最年轻的CEO。